# Aphytis angeloni
Aphytis angeloni is een vliesvleugelig insect uit de familie Aphelinidae. De wetenschappelijke naam is voor het eerst geldig gepubliceerd in 1932 door Girault.